# Ctenomys dorsalis
Ctenomys dorsalis е вид бозайник от семейство тукотукови (Ctenomyidae).

## Разпространение
Видът е разпространен в Парагвай.